# Horsegirl
Horsegirl est un groupe américain de rock indépendant, originaire de Chicago, dans l'Illinois. Formé en 2019, le groupe se compose de Nora Cheng, de Penelope Lowenstein et de Gigi Reece. Connu pour sa musique mélangeant post-punk, shoegazing et rock indépendant des années 1990, le groupe cite Sonic Youth et The Breeders comme influences majeures, s'inspirant particulièrement de Kim Gordon et de Kim Deal.

## Histoire

### Formation et débuts (2019–2021)
Le premier single du groupe, Forecast, est publié en 2019 en auto-édition numérique. Penelope Lowenstein et Nora Cheng s'y partagent les parties vocales en plus des guitares et de la basse électrique à six cordes. En novembre 2020, leur EP Ballroom Dance Scene et cetera (best of Horsegirl) reçoit une reconnaissance critique et est classé parmi les meilleurs EP de l'année par Paste Magazine. Deux morceaux de cet EP sont réédités au format vinyle en avril 2021 par le label britannique Sonic Cathedral (en).

### Versions of Modern Performance(2022–2023)
En 2021, alors que deux membres du groupe viennent de terminer le lycée et que la troisième est encore en terminale, Horsegirl signe un contrat avec Matador Records, franchissant une étape clé avec la sortie en mars 2022 du 45 tours Billy. La face B est une reprise de la chanson History Lesson – Part II des Minutemen .
Le 3 juin 2022, Horsegirl publie son premier album studio, Versions of Modern Performance, enregistré au studio Electrical Audio par John Agnello, connu notamment pour ses réalisations pour Sonic Youth et Dinosaur Jr.. Lee Ranaldo est invité à la guitare sur la chanson Beautiful Song, tandis que Steve Shelley assure certaines percussions sur la fin de la chanson Billy. Cet album est salué pour son approche audacieuse, combinant riffs nostalgiques et sons modernes, et figure parmi les meilleurs albums de l'année d'une vingtaine de magazines musicaux, dont Les Inrockuptibles, The Wire et Rolling Stone.

### Phonetics On and On(depuis 2024)
Après leur premier album, Horsegirl déménage de Chicago à New York pour que Cheng et Lowenstein puissent étudier à l'université de New York. En novembre 2024, le groupe annonce la sortie de son deuxième album, nommé Phonetics On and On, pour le 14 février 2025. L'album est enregistré en janvier 2024 au Loft, le studio de Wilco à Chicago. Il est produit par Cate Le Bon (en). Les premiers extraits dévoilés sont 2468 et Julie. L’album, influencé notamment par Loaded du Velvet Underground, Young Marble Giants, Television Personalities et Faust IV, explore les structures pop et la musique minimaliste.

## Style musical et influences
Le style d'Horsegirl se distingue par des influences variées, notamment le shoegazing, le post-punk et le rock indépendant des années 1990. Elles utilisent des instruments tels que la Fender Bass VI et la Fender Jazzmaster pour créer un son unique et dense. Le groupe cite Sonic Youth et The Breeders comme influences majeures, s'inspirant particulièrement de Kim Gordon et de Kim Deal. Leur musique explore des thèmes introspectifs tout en mettant en avant une énergie brute et un jeu instrumental distinct.

## Membres
- Nora Cheng – guitare, voix
- Penelope Lowenstein – guitare, basse, voix
- Gigi Reece – batterie

Portrait des membres actuels
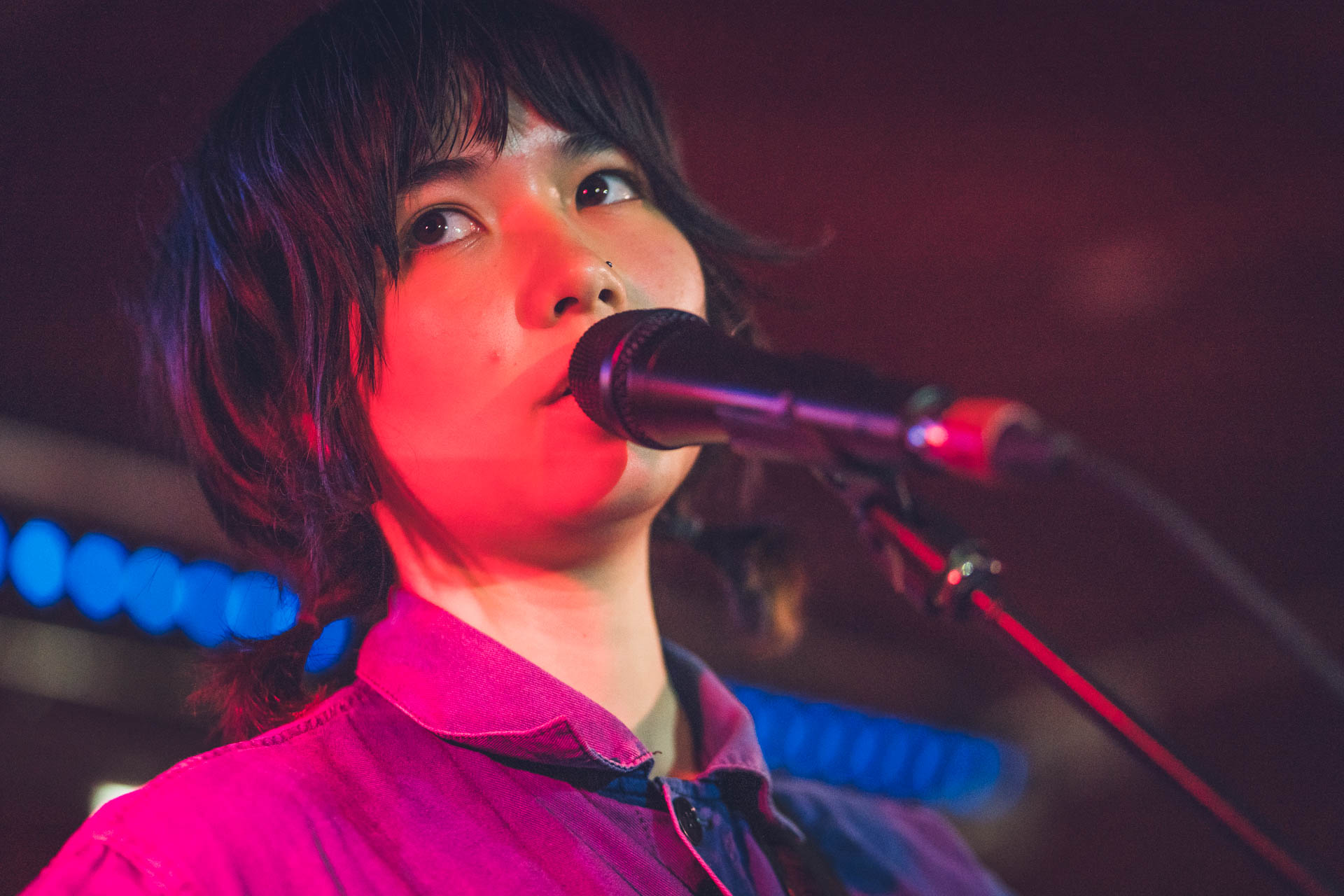
Nora Cheng
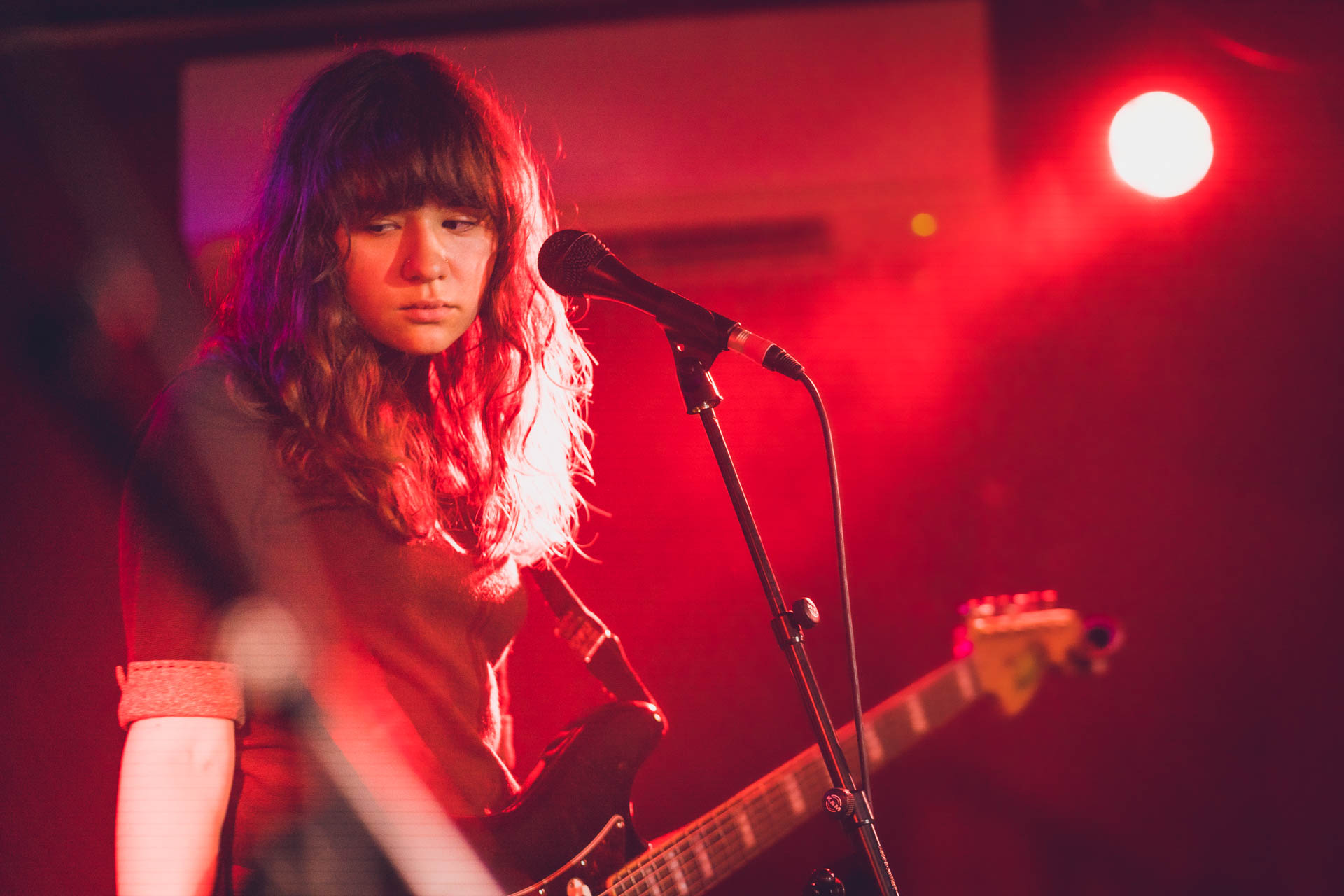
Penelope Lowenstein
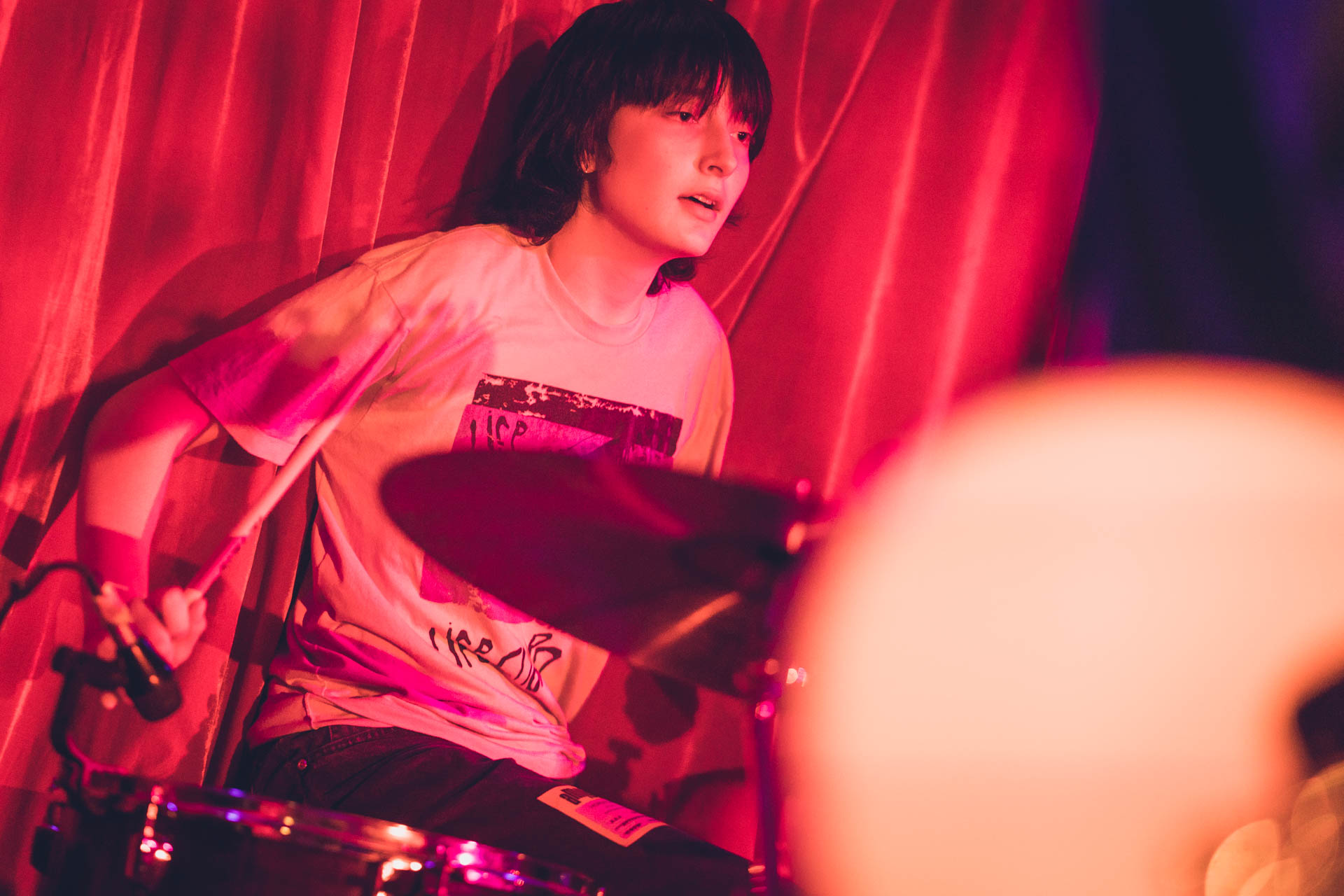
Gigi Reece

## Discographie

### Albums studio
- 2022 : Versions of Modern Performance
- 2025 : Phonetics On and On

### EP
- 2020 : Ballroom Dance Scene et cetera (best of Horsegirl)

### Singles notables
- 2019 : Forecast
- 2021 : Billy
- 2022 : Anti-Glory